# Kalkwerk Hammerunterwiesenthal
Das Kalkwerk Hammerunterwiesenthal war ein Kalk-Bergwerk südlich der sächsischen Gemeinde Bärenstein im Erzgebirge.
Seit 1992 ist es Reservelagerstätte der „GEOMIN Erzgebirgische Kalkwerke GmbH“, die zur Sicherung der Lagerstätte untertägige Verwahrungsarbeiten in vom Altbergbau beeinflussten Bereichen durchführte.

## Geschichte

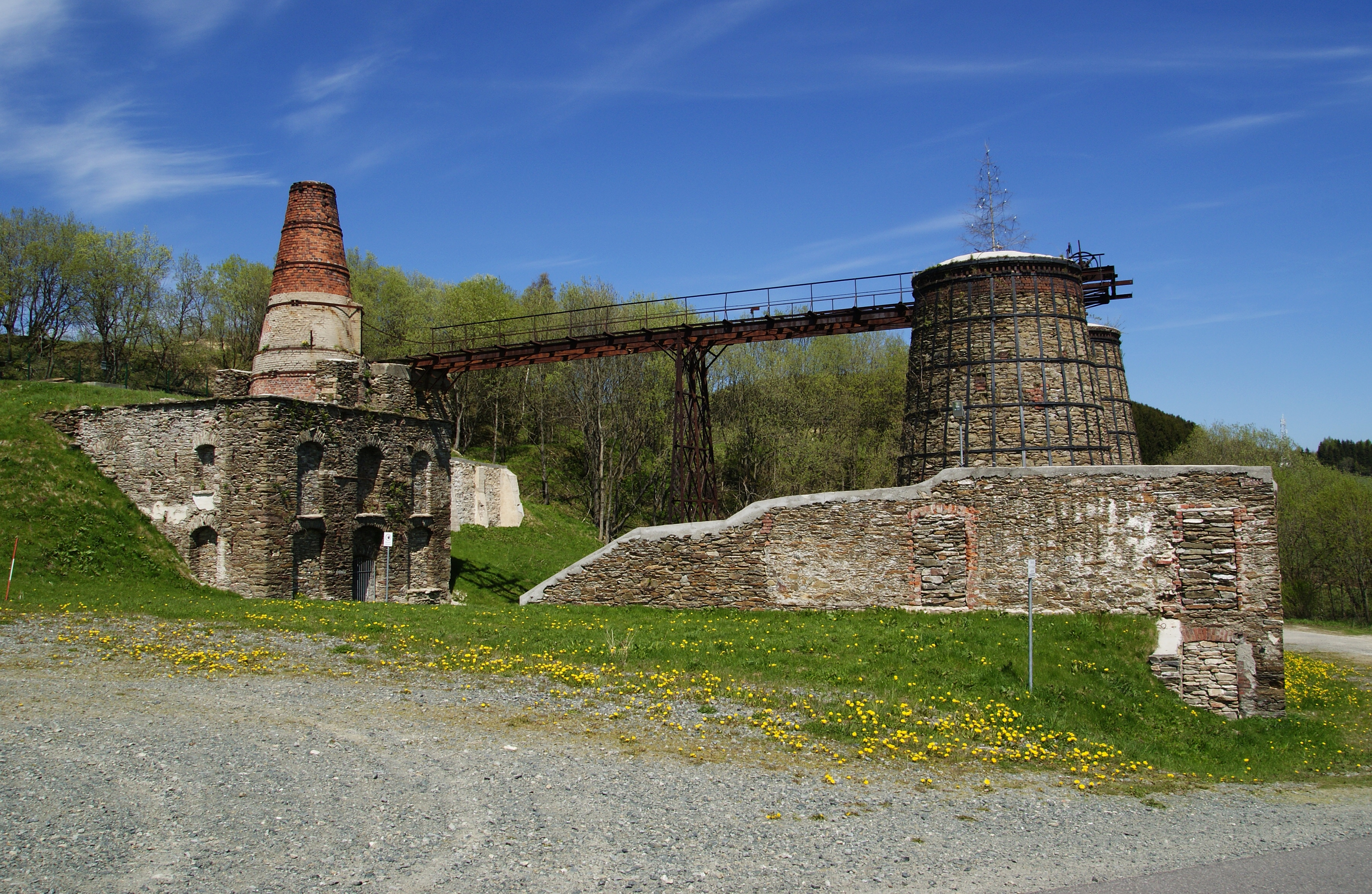
Erhaltene Anlagen des fiskalischen Kalkwerkes im Mai 2011

### Abbau
Die Lagerstätte Hammerunterwiesenthal setzt sich von Ost nach West aus den 4 Teilbereichen „Päßlers Lager“, „Schreiters Lager“, „Böhmes Lager“ und „Schlösselweg-Lager“ zusammen.
In einer Akte des Bergamtes Oberwiesenthal von 1741 wird erstmals ein Kalkofen am Ort erwähnt. 1867 ist die Erzeugung von Bau- und Düngekalk belegt, zu diesem Zeitpunkt existierte mindestens 1 Zylinderofen. 1869 wurde ein 170 Meter langer Stolln am fiskalischen Bruch (Bruch I) angelegt, 1874 erfolgte die Marmorförderung mittels einer eingleisigen Grubenbahn.
1881 wurde die 2. und gleichzeitig tiefste Sohle im Tagebruch „Schmutzler“ erreicht, 1887 erfolgte der Bau eines Kalkofens für diesen Bruch. Drei Jahre später wurde das „Kalkwerk Schmutzler“ an Eduard Böhme veräußert, ein zweiter Kalkofen wurde errichtet.
1892 wurde ein Wasserlösestolln angelegt, für dieses Jahr ist gleichzeitig der Stollnabbau erstmals urkundlich belegt. Um 1900 erfolgte die Mamorgewinnung im Tage- und Tiefbau, es waren 6 Kalköfen in Betrieb. 1906 wurde in Böhmes Bruch der Pferdegöpel durch eine elektrische Fördermaschine ersetzt.
Ein ausführlicher Bericht über die Arbeiten im Bruch I entstand zu Beginn des 20. Jahrhunderts. Die 3 Zylinderöfen wurden über einen 170 Meter langen Stolln mit Marmor aus dem Tagebau versorgt.
1922 war zwischen Bruch I und dem Kalkofen im Niveau der 2. Sohle die Verbindung ein neuer Förderstolln aufgefahren. Parallel dazu wurden Druckluftbohrhämmer eingeführt. Ab Juni 1922 wurde im neuen Stolln Benzollokförderung eingeführt.
Mitte der 1930er-Jahre förderten und verarbeiteten 30 Bergleute und Aufbereiter jährlich etwa 30.000 Tonnen Marmor.
Ab 1925 wurde der Abbau im Stollnbetrieb verstärkt, 1930 der Tagebaubetrieb im Bruch I eingestellt. 1938 wurde der bis dahin in Privatbesitz befindliche „Böhmesche Bruch“ (Bruch II) durch den sächsischen Staat übernommen und dem fiskalischen Bruch angegliedert. 1940 wurde ein Verbindungsstolln zwischen Bruch I und II fertiggestellt, ein Jahr darauf erfolgte der Einsatz einer neuen Grubenlok.
1943 wurde Bruch III ausgehend von Bruch II durch den „Tiefen Wasserlösestolln“ erschlossen, im selben Jahr erfolgte der Anschluss von „Schreiters Lager“ an Bruch I über einen Förderstolln, gleichzeitig begannen die Gewinnungsarbeiten nördlich dieses Lagers. 1952 begannen die untertägigen Gewinnungsarbeiten im Bruch II, 1957 wurde hier der Tagebau eingestellt. 1961 wurde der Abbau im Südteil des „Schreiterschen Lagers“ eingestellt, nachdem bereits 1954 der Abbau im Nordteil eingestellt worden war.
1964 folgte die Einstellung des Abbaus auf der 2. Sohle, drei Jahre später auch auf der 3. Sohle. 1984 kam es zu einem Bruch zwischen beiden Sohlen, zwei Jahre später zu einem Verbruch der Südwestböschung in Bruch II.
1991 erfolgten letztmals Abbauversuche südlich des Förderstollns im „Schreiterschen Lager“, sie wurden aufgrund unzureichender Qualität jedoch abgebrochen. Zwei Jahre später folgte die Einstellung des Rampenvortriebs, der Strecke zum „Schlösselweg-Lager“ sowie des Abbaus auf der 5. Sohle.
1998 kam es zu einem Durchbruch zwischen 3. und 4. Sohle sowie 2 Jahre darauf zu einem Tagesbruch an der Südwestböschung des Bruches II.

### Abbauperspektiven
Die Hauptperspektive der Lagerstätte Hammerunterwiesenthal liegt im untertägigen Abbau des „Schlösselweg-Lagers“. Im „Böhmeschen Lager“ sind noch tiefliegende Restvorräte vorhanden. Die Nordwestfortsetzung des „Schmiedelschen Lagers“, mit mächtigem Hauptkalzitmarmor, ist durch den Naturschutzstatus des Bruches I blockiert.